# Province d'Och
La province d'Och (Ош областы)  est une des sept provinces du Kirghizistan. Sa capitale administrative est la ville d'Och.

## Géographie
La province d'Och est située dans le sud du Kirghizistan et couvre une superficie de 29 200 km2. Elle est bordée au nord par l'Ouzbékistan et la province de Jalal-Abad, et au sud par le Tadjikistan et la République populaire de Chine.
La partie nord-est de son territoire se trouve dans les contreforts des monts Tian avec les monts Ferghana et le sud et l'ouest comprend les monts du Turkestan, de l'Alaï et du Transalaï (pic Lénine).
Le climat de la  province d'Och est rigoureusement continental. Elle est arrosée par les rivières Naryn et Kara-Daria qui forment le Syr-Daria.

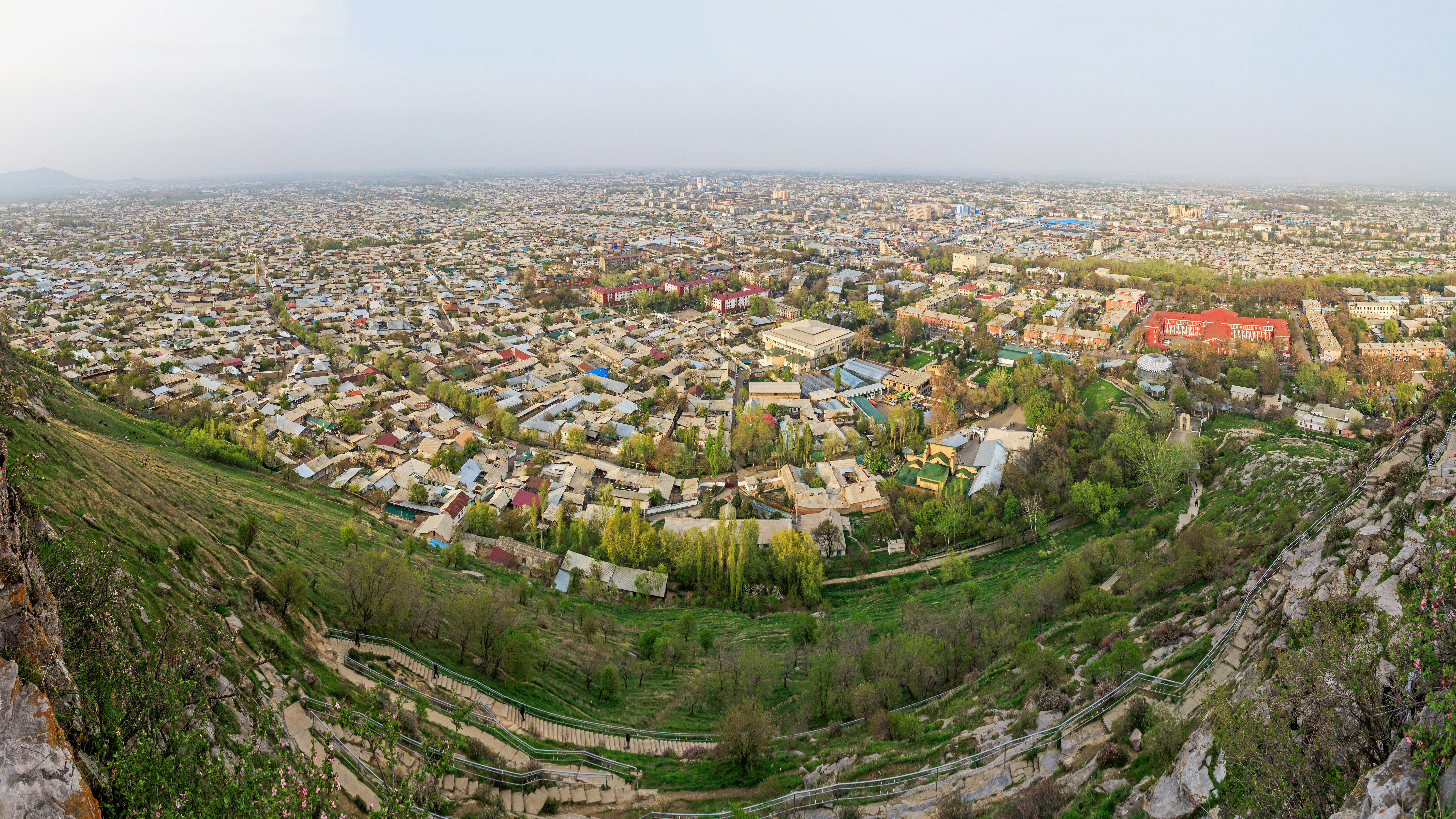
Vue depuis la montagne Sulayman à Osh, Kirghizistan

## Population
La province compte environ 1,3 million d'habitants et sa densité s'élève à 44 habitants par km2, ce qui est relativement élevé en Asie centrale. Parmi eux, 82 841 vivent dans une zone urbaine et 916 735 en zone rurale. La population du Kirghizistan est composée en 2009 de 14,5 % d'Ouzbeks. La moitié d'entre eux vit dans la province d'Och, où ils représentent environ 28 % de la population.
|                  | Nombre 1989 | %        | Nombre 1999 | %        | Nombre 2009 | %        |
| ---------------- | ----------- | -------- | ----------- | -------- | ----------- | -------- |
| total            | 712 643     | 100,00 % | 943 566     | 100,00 % | 1 104 248   | 100,00 % |
| Kirghizes        | 467 612     | 65,62 %  | 647 422     | 68,61 %  | 758 036     | 68,65 %  |
| Ouzbeks          | 205 858     | 28,89 %  | 261 776     | 27,74 %  | 308 688     | 27,95 %  |
| Ouïgours         | 6 350       | 0,89 %   | 9 420       | 1,00 %   | 11 181      | 1,01 %   |
| Turcs            | 5 883       | 0,83 %   | 9 215       | 0,98 %   | 10 934      | 0,99 %   |
| Tadjiks          | 4 376       | 0,61 %   | 5 443       | 0,58 %   | 6 711       | 0,61 %   |
| Azéris           | 5 660       | 0,79 %   | 2 875       | 0,30 %   | 3 224       | 0,29 %   |
| Russes           | 8 501       | 1,19 %   | 2 721       | 0,29 %   | 1 552       | 0,14 %   |
| Tatars           | 3 616       | 0,51 %   | 1 955       | 0,21 %   | 1 337       | 0,12 %   |
| Dounganes        | 509         | 0,07 %   | 676         | 0,07 %   | 793         | 0,07 %   |
| Kazakhs          | 504         | 0,07 %   | 572         | 0,06 %   | 493         | 0,04 %   |
| Kurdes           | 335         | 0,05 %   | 280         | 0,03 %   | 287         | 0,03 %   |
| Hémichis         | …           | …        | 306         | 0,03 %   | 277         | 0,03 %   |
| Turkmènes        | 85          | 0,01 %   | 22          | 0,00 %   | 133         | 0,01 %   |
| Ukrainiens       | 1 625       | 0,23 %   | 360         | 0,04 %   | 126         | 0,01 %   |
| Chinois          | 1           | 0,00 %   | 1           | 0,00 %   | 100         | 0,01 %   |
| Bachkirs         | 279         | 0,04 %   | 132         | 0,01 %   | 73          | 0,01 %   |
| Coréens          | 156         | 0,02 %   | 49          | 0,01 %   | 47          | 0,00 %   |
| Balkars          | 122         | 0,02 %   | 7           | 0,00 %   | 32          | 0,00 %   |
| Tchétchènes      | 61          | 0,01 %   | 30          | 0,00 %   | 16          | 0,00 %   |
| Allemands        | 83          | 0,01 %   | 12          | 0,00 %   | 15          | 0,00 %   |
| Karakalpaks      | 9           | 0,00 %   | 10          | 0,00 %   | 15          | 0,00 %   |
| Turcs de Turquie | 0           | 0,00 %   | 54          | 0,01 %   | 13          | 0,00 %   |
| Bulgares         | 5           | 0,00 %   | 27          | 0,00 %   | 11          | 0,00 %   |
| Arméniens        | 445         | 0,06 %   | 15          | 0,00 %   | 10          | 0,00 %   |
| Tchouvaches      | 50          | 0,01 %   | 31          | 0,00 %   | 7           | 0,00 %   |
| autres           | 518         | 0,07 %   | 155         | 0,02 %   | 137         | 0,02 %   |

## Histoire
La province d'Och a été formée par un oukaze du présidium du soviet suprême d'URSS, le 21 novembre 1939. Elle a été le théâtre de troubles  pendant la période de la « révolution des tulipes » à partir de mars 2005.

## Subdivisions
La province est divisée en sept raïons (ou districts) :
- Celui de l'Alay (26 % du territoire) avec chef-lieu au village de Goultcha traversé par la route du Pamir, avec la vallée de la Goultcha
- Celui d'Aravan avec chef-lieu au village d'Aravan dont le nord est délimité par la frontière de l'Ouzbékistan
- Celui de Kara-Kulja avec chef-lieu au village de Kara-Kulja, nommé d'après la rivière du même nom. Ce district se trouve entre les monts de Ferghana et de l'Alaï
- Celui de Kara-Suu avec chef-lieu à la ville du même nom. C'est le district le plus étendu du Kirghizistan.
- Celui de Nookat avec chef-lieu à la ville du même nom. Il englobe également la petite enclave kirghize de Barak en Ouzbékistan.
- Celui d'Uzgen avec chef-lieu à Uzgen.
- Celui de Chong-Alay avec chef-lieu à Daroot-Korgon qui est au sud de la province.

## Dirigeants
| Nom                    | de                | à                    |
| ---------------------- | ----------------- | -------------------- |
| Batyrali Sydykov       | 1992              | 1993                 |
| Sheraly Sydykov        | 1993              | 1995                 |
| Janysh Rustenbekov     | 1995              | 1996                 |
| Amangeldi Muraliev     | Juillet 1996      | 1999                 |
| Temirbek Akmataliev    | 1999              | 2000                 |
| Naken Kasiev           | 30 décembre 2001, | 19 janvier 2005      |
| Kubanychbek Djoldoshev | 28 janvier 2005   | Mars 2005            |
| Anvar Artykov          | 19 mars 2005      | 9 décembre 2005      |
| Adam Zakirov (intérim) | 9 décembre 2005   | 2006                 |
| Jantörö Satybaldiev    | Mai 2006          | 27 novembre 2007     |
| Aaly Karashev          | 27 novembre 2007  | Octobre 2009         |
| Mamasadyk Bakirov      | 27 novembre 2009  | 7 avril 2010         |
| Sooronbay Jeenbekov    | 16 avril 2010     | 13 mai 2010          |
| Aitmamat Kadyrbayev    | 13 mai 2010       | Régence non reconnu  |
| Sooronbay Jeenbekov    | Mai 2010          | 19 décembre 2015     |
| Taalaybek Sarybashov   | 10 décembre 2015  | 18 juillet 2018      |
| Uzarbek Jylkybaev      | 25 juillet 2018   | 7 août 2020          |
| Baish Yusupov          | 17 août 2020      | Octobre 2020         |
| Tologon Keldibayev     | 6 octobre 2020    | Régence non reconnue |
| Jarasul Abduraimov     | 19 octobre 2020   | 22 juillet 2021      |
| Ziyadin Zhamaldinov    | 22 juillet 2021   | actuel               |